# Afronycteris
Genre
Afronycteris est un genre de chauves-souris de la famille des Vespertilionidae.

## Répartition
Les espèces de ce genre se rencontrent en Afrique subsaharienne.

## Taxonomie
Le genre Afronycteris est décrit en 2020 par Ara Monadjem (d), Bruce D. Patterson (d) et Terrence C. Demos (d),.

### Étymologie
Le nom générique, Afronycteris, est la combinaison du préfixe Afro- relatif à l'Afrique et du grec ancien νυχτερίδα (nychterída), « chauve-souris ».

### Publication originale
- (en) Ara Monadjem, Terrence C. Demos, Paul W. Webala, S. Musila et Julian C. Kerbis Peterhans [auteur6=Bruce D. Patterson, « A revision of pipistrelle-like bats (Mammalia: Chiroptera: Vespertilionidae) in East Africa with the description of new genera and species », Zoological Journal of the Linnean Society, vol. 191, no 4,‎ avril 2021, p. 1114–1146 (DOI 10.1093/zoolinnean/zlaa087, lire en ligne)

## Liste des espèces
Selon GBIF (13 mars 2025) :
- Afronycteris helios (Heller, 1912)
- Afronycteris nanus (Peters, 1852) - espèce type[1]